# Kútvölgyi Erzsébet
Kútvölgyi Erzsébet (Budapest, 1950. november 14. –) Kossuth- és Jászai Mari-díjas magyar színművésznő, érdemes művész, a Halhatatlanok Társulatának örökös tagja.

## Életpályája
Édesapja Kútvölgyi István vasesztergályos, édesanyja Nagy Erzsébet könyvelő. Gyerekként gyermeksebész szeretett volna lenni.
Középiskolai tanulmányait a Fazekas Mihály Gimnázium matematika szakán végezte el. 1971 óta játszik a Vígszínházban, amelynek 1973 óta a tagja. 1973-ban diplomázott a Színház- és Filmművészeti Főiskolán Vámos László osztályában.
Később a főiskolán, rövid ideig, Vámos László mellett tanársegédként is dolgozott.
Tehetségére már főiskolás korában felfigyeltek. 1971-ben debütált az Ódry Színpadon Casilda szerepében A királyasszony lovagja című Victor Hugo műben. Filmben 1973-ban volt látható először, amely a Szeptember végén címet viselte.

## Családja
Unokahúga D. Tóth Kriszta (1975) műsorvezető, újságíró és unokaöccse D. Tóth András (1981) műsorvezető. 
Vőlegénye Kalocsay Miklós volt. Első férje Örkény István fia, Örkény Antal (szociológus) volt. Közös gyermekük: Örkény Iván (1978). Második férje: (Zákányi Zsolt fia) ifj. Zákányi Zsolt volt, aki 2024-ben hunyt el. Közös gyermekük: Zákányi Gáspár (1986).

## Színpadi szerepei
A Színházi Adattárban regisztrált bemutatóinak száma: 94.
- Victor Hugo: A királyasszony lovagja (Ruy Blas)... Casilda
- Sarkadi Imre: Ház a város mellett... Teri
- Federico García Lorca: Donna Rosita avagy Virágnyelv... Első lány
- William Shakespeare: Szentivánéji álom... Puck; Titánia
- Euripidész: Alkésztisz... Alkésztisz
- Szomory Dezső: Bella... Mari
- Shakespeare: Rómeó és Júlia... Júlia; Dajka
- Tennessee Williams: A vágy villamosa... Mexikói asszony
- Molnár Ferenc: Liliom... Juli
- Presser Gábor: Képzelt riport egy amerikai popfesztiválról... Kígyó; Juana; Mariann
- Friedrich Schiller: Stuart Mária... Margaret
- Max Frisch: Don Juan, avagy a geometria szerelme... Donna Inez
- Anton Pavlovics Csehov: Cseresznyéskert... Varja
- Örkény István: Vérrokonok... Judit
- Shakespeare: Antonius és Cleopatra... Charmian
- Presser Gábor: Harmincéves vagyok
- Rolland: A szerelem és a halál játéka... Lodoiska Cerizier
- Kross: Négy monológ
- George Bernard Shaw: Szent Johanna... Johanna
- Federico García Lorca: Bernarda Alba háza... Martirio
- Csurka István: Versenynap... Orvosnő
- Presser Gábor: Jó estét nyár, jó estét szerelem... Veronika
- Dosztojevszkij: Bűn és bűnhődés... Szonya
- Shakespeare: Minden jó, ha vége jó... Heléna
- Shaffer: Equus... Jill Mason; Dora Strang
- Shakespeare: A vihar... Miranda; Ariel; Iris
- Füst Milán – Valló Péter: A sanda bohóc... Dögvész Fánika
- Jacques Offenbach: Párizsi élet... Betty Lamarchand
- Örkény István: Forgatókönyv... Nánási Piri
- Rudyard Kipling: Maugli... Maugli
- Csehov: Sirály... Mása
- Kiss Irén: Csontváry (A világhódító hun)... Anna
- Georges Feydeau: A balek... Pinchardné
- Luigi Pirandello: Hat szerep keres egy szerzőt... Szerep
- Eugene O’Neill: Amerikai Elektra... Lavinia
- Normann: Jóccakát, anya!... Jessie Cates
- Schisgal: Kínaiak... Li asszony
- Bertolt Brecht: Arturo Ui
- Menken: Rémségek kicsiny boltja... Audrey
- Pataki Éva: Edith és Marlene... Edith Piaf
- Schönberg: A nyomorultak... Fantine
- Whiting: Angyali Johanna... Angyali Johanna nővér
- Vitrac: Viktor, avagy a gyerekuralom...Eszter
- Kornis Mihály: Körmagyar... Utcalány
- Másik János: Ahogy tesszük... Nej
- Brecht: Koldusopera... Celia
- Shakespeare: III. Richárd... Margit
- Balázs-Szombathy: Régi Pesti Kabaré
- Székely János: Mórok... Finta Margit
- Carroll: Alice Csodaországban... Királynő; Galamb; Kacsa
- Arlen: Óz, a csodák csodája... Miss Gultch; Nyugati boszorkány
- Carlo Goldoni: Két úr szolgája... Smeraldina
- Genet: A balkon... Irma asszony
- Szophoklész: Oidipusz... Iokaste
- Békés Pál: Össztánc
- Kárpáti Péter: Országalma... Anyus
- Vas István - Illés Endre: Trisztán és Izolda
- Dés László: A dzsungel könyve... Bagira
- Carlo Goldoni: A legyező... Susanna
- Molière: Dandin György, avagy a megcsúfolt férj... Madame de Sotenville
- McNally: Mesterkurzus... Maria Callas
- Tremblay: Sógornők... Germaine Lauzon
- Alföldi Róbert: A Phaedra-story... Oinone
- Pataki Éva: Hol a régi szerelem...? (R. É. emlékére)... X
- Bertolt Brecht: Kurázsi mama és gyermekei... Kurázsi mama
- Levin: Az Ohio-i kurva... Bronacacki
- Albert Camus: A félreértés... Az anya
- Örkény István: Pisti a vérzivatarban... Risi
- Lev Nyikolajevics Tolsztoj: Legenda a lóról... Szilfavirág
- Alfredson-Danielsson-Ekman: Picasso kalandjai... Don Maria; Id. Dolores; Dr. Albert Schweitzer
- Grumberg: Varrónők... Héléne
- Mayenburg: Haarmann... Doktor; Lindnerné
- Levin: Az élet, mint olyan... Leviva
- Kálmán Imre: Csárdáskirálynő... Cecília
- Böll: Katharina Blum elvesztett tisztessége... Else Woltersheim
- Thuróczy Katalin: Tímbilding... Rosa
- Stedron: A nő vágya... Marta Marty
- Jerry Bock: Hegedűs a háztetőn... Jente; Cejtel nagymama
- Csehov: Ványa bácsi... Marina
- Presser Gábor – Varró Dániel: Túl a Maszat-hegyen... Szösz néne
- Fielding: Tom Jones... Deborah; Fogadósnő
- Bernhard: A színházcsináló... Brusconné
- McCoy: A lovakat lelövik, ugye?... Bihariné
- Robert Thomas: Nyolc nő... Madame Chanel, a nevelőnő

## Filmjei

### Játékfilmek
- Szabad lélegzet (1973) – Szabó Jutka
- Idegen arcok (1974) – Irén
- Szarvassá vált fiúk (1974) – Viktori
- Bekötött szemmel (1975) – Apáca
- Herkulesfürdői emlék (1975) – Zsófi nővér
- Riasztólövés (1977) – Finta Éva
- Szabadíts meg a gonosztól (1978) – Adorján Zsuzsi
- A vörös grófnő 1-2. (1984) – Edit, Katus barátnője
- Elysium (1986) – Vilma
- Napló szerelmeimnek 1-2. (1987) – Erzsi
- Napló apámnak, anyámnak (1990) – Erzsi
- A magzat (1993) – Ügyvédnő
- A Brooklyni testvér (1995)
- Franciska vasárnapjai (1996) – Parancsnoknő
- Imre filmje (1998) – Főorvos
- Szezon (2004) – Ibi néni, a szakácsnő
- A londoni férfi (2007)
- Csapás (2007, rövid játékfilm) – Hölgy
- Casting minden (2008) – Dadus
- Majális után (2010)
- Isztambul (2011) – Éva néni
- Tünet (2013, rövid játékfilm) – Klárika
- Nincs kegyelem (2016) – Narrátor (hang)
- Átjáróház (2022) – Ilus néni

### Tévéfilmek
- Az elsőszülött (1973)
- Szeptember végén (1973) – Marika, Júlia húga
- Zenés TV Színház: Ejnye Cecília! (1973) – Cecília
- …és a holtak újra énekelnek (1974)
- Elektra (1974) – Elektra
- Janus Pannonius (1974)
- Méz a kés hegyén (1974)
- Pokolraszállás (1974)
- Tigrisugrás (1974) – Magdi
- Zöld dió (1974)
- Advent öröme (1975)
- Tudós nők (1975) – Mari
- A vihar (1976) – Ariel
- Optimista tragédia (1976) – Komisszár
- A messziről jött ember (1979)[14] – Marianna
- Fegyverletétel (1979) – Júlia
- Bors néni (1981) – Lackó
- Zenés TV Színház: A hét föbün (1981) – I. Anna
- Macbeth (1982) – Lady Macbeth
- Három kövér (1983)[15] – Ganimed néni
- Holt lelkek (1983)[15] – Lizocska
- Liliomfi (1983)
- Csontváry: avagy a világhódító kun (1985) – Anna, Csontváry nővére
- Kispolgárok (1985)[16] – Tatjána
- Bernarda Alba háza (1986)
- A törvény szövedéke (1988, rövid tévéjáték)
- Álombolt (1988)
- Szimat Szörény, a szupereb (1988) – Cilike; Micike; Szimatné; Viva Mária (hang)
- Gaudiopolis – In memoriam Sztehlo Gábor (1989)
- Fagylalt, tölcsér nélkül (1989)
- Ekkehard 1-6. (1990)
- Pá, drágám! (1991)
- Edit és Marlene (1992) – Edith Piaf
- Három boltoskisasszony (1992) – Szemcsikné
- Rizikó 1-8. (1993) – Vera
- Kisváros (1995-1998) – Cseriné; Pálfi Noémi
- A Tadzs Mahal rejtélye (1999) – Narrátor (hang)
- A kékszemű (1999)
- Valaki kopog 1-8. (2000)
- Forró ősz a hidegháborúban - Magyarország 1956-ban (2006) – Narrátor (hang)
- Balogh Rudolf (2008) – Narrátor (hang)
- Hogy volt?! (2010)
- Nyugat est – Blaha Lujza

### Rajz- és bábfilmek
- János vitéz (1973) – Királylány (hang)
- Több mese egy sorban (1973) (hang)
- Hugó, a víziló (1975) – Előadó (hang)
- Vízipók-csodapók I. (1976) – Kék vízicsiga (+ Felföldi Anikó) (hang)
- Pom Pom meséi I. (1978) – Picur (6. részig) (hang)
- Misi Mókus kalandjai (1980) – Misi Mókus (hang)
- Vuk 1-4. (1980 [1981 mozifilmként]) – Csele, a rókalány (hang)
- Misi Mókus kalandjai (1982; báb-játékfilm) – Misi Mókus (hang)

### Rendezőként
- Deim Pál: Golgota (portréfilm)
- Ércnél maradandóbb (ismeretterjesztő film)

## Szinkronszerepei

### Filmek
| Év   | Cím                                                                          | Szereplő                                               | Színész                 | Szinkron év |
| ---- | ---------------------------------------------------------------------------- | ------------------------------------------------------ | ----------------------- | ----------- |
| 1932 | Szeress ma éjjel                                                             | Jeanette hercegnő                                      | Jeanette MacDonald      | 1976        |
| 1933 | Alice Csodaországban                                                         | Alice                                                  | Charlotte Henry         | 1976        |
| 1933 | VIII. Henrik magánélete                                                      | Anne Cleves                                            | Elsa Lanchester         | 1980        |
| 1936 | Ahogy tetszik (2. magyar szinkron)                                           | Rozalinda                                              | Elisabeth Bergner       | 1994        |
| 1936 | Rómeó és Júlia (2. magyar szinkron)                                          | Júlia, Capuleték leánya                                | Norma Shearer           | 1978        |
| 1938 | A jégmezők lovagja                                                           | Olga Danyilovna, a novgorodi cselédlány                | Valentyina Ivasova      | 1974        |
| 1938 | Robin Hood kalandjai (1. magyar szinkron)                                    | Lady Marian                                            | Olivia de Havilland     | 1980        |
| 1939 | Intermezzo                                                                   | Anita Hoffman                                          | Ingrid Bergman          | 1974        |
| 1939 | Óz, a csodák csodája (2. magyar szinkron)                                    | Dorothy Gale                                           | Judy Garland            | 1976        |
| 1940 | A Manderley-ház asszonya                                                     | A második Mrs. de Winter                               | Joan Fontaine           | 1978        |
| 1943 | Örök visszatérés                                                             | A szőke Nathalie                                       | Madeleine Sologne       | 1976        |
| 1945 | Róma, nyílt város                                                            | Lauretta                                               | Carla Rovere            | 1973        |
| 1945 | Susan és a férfiak                                                           | Susan Darell                                           | Joan Fontaine           | 1976        |
| 1947 | A Paradine-ügy (2. magyar szinkron)                                          | Gay Keane                                              | Ann Todd                | 1995        |
| 1948 | Szent Johanna (1. magyar szinkron)                                           | Szent Johanna                                          | Ingrid Bergman          | 1978        |
| 1950 | Stromboli                                                                    | Karen                                                  | Ingrid Bergman          | 1991        |
| 1952 | Pat és Mike                                                                  | Patricia „Pat” Pemberton                               | Katharine Hepburn       | 1996        |
| 1953 | Fűrészpor és ragyogás                                                        | Anne                                                   | Harriet Andersson       | 1971        |
| 1954 | Nem hiszek már a szerelemben (2. és 3. magyar szinkron)                      | Irene Wagner                                           | Ingrid Bergman          | 1991        |
| 1954 | Nem hiszek már a szerelemben (2. és 3. magyar szinkron)                      | Irene Wagner                                           | Ingrid Bergman          | 1998        |
| 1954 | Sabrina (1. magyar szinkron)                                                 | Sabrina Fairchild                                      | Audrey Hepburn          | 1981        |
| 1954 | Váratlan vendég (2. magyar szinkron)                                         | Eva Smith                                              | Jane Wenham             | 1976        |
| 1954 | Vörös és fekete (3. magyar szinkron)                                         | Madame de Rênal                                        | Danielle Darrieux       | 1998        |
| 1955 | Ördöngösök                                                                   | Christina Delassalle                                   | Véra Clouzot            | 1996        |
| 1956 | A boszorkány                                                                 | Ina                                                    | Marina Vlady            | 1974        |
| 1956 | A tető (2. magyar szinkron)                                                  | Luisa                                                  | Gabriella Pallotta      | 1979        |
| 1956 | Bűn és bűnhődés                                                              | Lili Marcellin                                         | Marina Vlady            | 1980        |
| 1957 | A vád tanúja (2. magyar szinkron)                                            | Christine Helm-Vole                                    | Marlene Dietrich        | 2000        |
| 1957 | Mókás arc                                                                    | Jo Stockton                                            | Audrey Hepburn          | 1991        |
| 1958 | A gonosz érintése (2. magyar szinkron)                                       | Tana                                                   | Marlene Dietrich        | 2007        |
| 1958 | Légy szép és tartsd a szád! (2. magyar szinkron)                             | Olga Babitcheff                                        | Béatrice Altariba       | 1986        |
| 1959 | A pokol városában                                                            | Egle                                                   | Anna Magnani            | 2005        |
| 1959 | Anna Frank naplója (2. magyar szinkron)                                      | Anna Frank                                             | Millie Perkins          | 1975        |
| 1959 | Kémek éjszakája (2. magyar szinkron)                                         | Elle                                                   | Marina Vlady            | 1975        |
| 1959 | Kulcsra zárva                                                                | Thérèse Marcoux                                        | Madeleine Robinson      | 1997        |
| 1959 | Orfeusz alászáll (3. magyar szinkron)                                        | Lady Torrance                                          | Anna Magnani            | 2009        |
| 1959 | Szerelmem, Hirosima                                                          | Elle                                                   | Emmanuelle Riva         | 1985        |
| 1960 | Egy éjszaka története                                                        | Christine Fiesco                                       | Pascale Petit           | 1980        |
| 1961 | A gyerekek órája (1. magyar szinkron)                                        | Karen Wright                                           | Audrey Hepburn          | 1982        |
| 1961 | Álom luxuskivitelben (1. magyar szinkron)                                    | Holly Golightly                                        | Audrey Hepburn          | 1973        |
| 1962 | A per                                                                        | Pittl kisasszony                                       | Suzanne Flon            | 1994        |
| 1962 | Elektra                                                                      | Elektra                                                | Irene Papas             | 2001        |
| 1962 | Napfogyatkozás (1. magyar szinkron)                                          | Marta                                                  | Mirella Ricciardi       | 1979        |
| 1962 | Úrvacsora                                                                    | Karin Persson                                          | Gunnel Lindblom         | 1993        |
| 1963 | A csend                                                                      | Anna                                                   | Gunnel Lindblom         | 1992        |
| 1963 | Amerikai fogócska (1. magyar szinkron)                                       | Regina „Reggie” Lampert                                | Audrey Hepburn          | 1983        |
| 1963 | Méhkirálynő (2. magyar szinkron)                                             | Regina                                                 | Marina Vlady            | 1980        |
| 1964 | A sárga Rolls-Royce                                                          | Gerda Millett                                          | Ingrid Bergman          | 1997        |
| 1964 | Elfelejtett ősök árnyai                                                      | Maricska                                               | Larisza Kadocsnyikova   | 1975        |
| 1964 | Mary Poppins                                                                 | Mary Poppins                                           | Julie Andrews           | 1986        |
| 1964 | Térden állva jövök hozzád (2. magyar szinkron)                               | Santina De Micheli Todisco                             | Dolores Palumbo         | 2006        |
| 1965 | Ha már nem lennél az enyém (2. magyar szinkron)                              | Santina Todisco                                        | Dolores Palumbo         | 2006        |
| 1965 | Undine                                                                       | Undine                                                 | Sabine Sinjen           | 1972        |
| 1966 | Hogyan kell egymilliót lopni? (első-két magyar szinkron)                     | Nicole                                                 | Audrey Hepburn          | 1976        |
| 1966 | Hogyan kell egymilliót lopni? (első-két magyar szinkron)                     | Nicole                                                 | Audrey Hepburn          | 1982        |
| 1966 | Kedves csirkefogó                                                            | Muriel                                                 | Mylène Demongeot        | 1973        |
| 1966 | Surcouf – A hét tenger ördöge                                                | Maria Cristina                                         | Geneviève Casile        | 1974        |
| 1966 | Surcouf – Mennydörgés az Indiai-óceánon                                      | Maria Cristina                                         | Geneviève Casile        | 1974        |
| 1967 | Ketten az úton                                                               | Joanna Wallace                                         | Audrey Hepburn          | 1982        |
| 1968 | A hét Cervi fivér (2. magyar szinkron)                                       | Verina                                                 | Carla Gravina           | 1980        |
| 1968 | Az Angyal VI/15-16. – Az Angyal vérbosszúja 1-2. (2. magyar szinkron)        | Lily                                                   | Aimi MacDonald          | 1978        |
| 1968 | Rómeó és Jeanette                                                            | Jeanette                                               | Monika Peitsch          | 1975        |
| 1969 | A találka                                                                    | Carla                                                  | Anouk Aimée             | 1986        |
| 1969 | Bye bye, Barbara                                                             | Paula                                                  | Ewa Swann               | 1976        |
| 1969 | Címe ismeretlen                                                              | Jeanne Dumas                                           | Marlène Jobert          | 1976        |
| 1969 | Egy férfi, aki tetszik nekem (1. magyar szinkron)                            | Françoise                                              | Annie Girardot          | 1977        |
| 1969 | James Bond 06.: Őfelsége titkosszolgálatában                                 | Miss Moneypenny                                        | Lois Maxwell            | 1997        |
| 1970 | A fekete tulipán                                                             | Rosa                                                   | Tessa Wyatt             | 1975        |
| 1970 | A jótékony zsémbes                                                           | Angelica                                               | Marisa Solinas          | 1974        |
| 1970 | Aki eladta az Eiffel-tornyot                                                 | Jane Parker                                            | Monika Peitsch          | 1974        |
| 1970 | Az utolsó Leó (1. magyar szinkron)                                           | Salambo Mardi                                          | Glenna Forster-Jones    | 1978        |
| 1970 | Hogyan mondjam meg a gyermekemnek?                                           | Diáklány #1                                            | N/A                     | 1974        |
| 1970 | Ki lesz a következő?                                                         | Mabel                                                  | Petra Fahrnlaender      | 1974        |
| 1970 | Mesélő körhinta                                                              | Bibulova hercegnő                                      | Natalja Vorobjova       | 1973        |
| 1971 | A sziklabarlang titka                                                        | Olga                                                   | Gunta Virkava           | 1973        |
| 1971 | A vendég                                                                     | Franca                                                 | Maddalena Gillia        | 1982        |
| 1971 | Jelmezbál                                                                    | Catherine                                              | Barbara Sołtysik        | 1973        |
| 1971 | Minden lében két kanál – 19. rész: Másnap (1. magyar szinkron)               | N/A                                                    | N/A                     | 1975        |
| 1971 | Vér és liliom                                                                | Blanche                                                | Ligia Branice           | 1975        |
| 1972 | A felső tízezer                                                              | Grace Shelley                                          | Carolyn Seymour         | 1976        |
| 1972 | A fogadás                                                                    | ?                                                      | Magdaléna Kosická       | 1975        |
| 1972 | A Poszeidon katasztrófa (1. magyar szinkron)                                 | Linda Rogo                                             | Stella Stevens          | 1995        |
| 1972 | Az ördög hatalma                                                             | Norah Benson                                           | Shirley MacLaine        | 1989        |
| 1972 | Az utolsó levél                                                              | N/A                                                    | N/A                     | 1975        |
| 1972 | Bűvöletben                                                                   | Hanna                                                  | Alicja Jachiewicz       | 1974        |
| 1972 | Csendesek a hajnalok                                                         | Szonya Gurvics                                         | Irina Dolganova         | 1973        |
| 1972 | És az eső elmos minden nyomot…                                               | Christine                                              | Anita Lochner           | 1977        |
| 1972 | Florentin utca 73.                                                           | Brigitte Platz                                         | Edda Dentges            | 1973        |
| 1972 | Hatan hetedhét országon át (1. magyar szinkron)                              | Ferdekalapocska                                        | Olga Strub              | 1973        |
| 1972 | Ki megy a nő után? (1. magyar szinkron)                                      | Belinda                                                | Mia Farrow              | 1974        |
| 1972 | Menyegző                                                                     | Zosia                                                  | Gabriela Kownacka       | 1973        |
| 1972 | Mindenki szép, mindenki kedves                                               | Előadó                                                 | N/A                     | 1974        |
| 1972 | Monológ                                                                      | Nina, Szretenszki unokája                              | Marina Nyejolova        | 1974        |
| 1972 | Suttogások és sikolyok                                                       | Agnes                                                  | Harriet Andersson       | 1993        |
| 1972 | Szalad, szalad a külváros                                                    | N/A                                                    | N/A                     | 1974        |
| 1973 | A gejzírvölgy titka                                                          | Annuir                                                 | Jekatyerina Szambujeva  | 1974        |
| 1973 | A rovarok életéből                                                           | Iris                                                   | Jana Preissová          | 1980        |
| 1973 | Égő pajták                                                                   | Monique                                                | Miou-Miou               | 1975        |
| 1973 | Juliette és Juliette                                                         | Juliette Vidal                                         | Annie Girardot          | 2000        |
| 1973 | Madárijesztő (1. magyar szinkron)                                            | Coley                                                  | Dorothy Tristan         | 1983        |
| 1973 | Nem adom a lányom                                                            | Natasa                                                 | Galina Fedotova         | 1975        |
| 1973 | Só                                                                           | Duska                                                  | Nada Rocco              | 1975        |
| 1973 | Szerencsés utat!                                                             | N/A                                                    | N/A                     | 1978        |
| 1974 | A négy muskétás, avagy majd mi megmutatjuk, bíboros úr! (1. magyar szinkron) | N/A                                                    | N/A                     | 1977        |
| 1974 | Antonius és Kleopátra                                                        | N/A                                                    | N/A                     | 1977        |
| 1974 | Rózsaszín párduc 3.: A rózsaszín párduc visszatér                            | Lady Claudine Litton                                   | Catherine Schell        | 1983        |
| 1974 | Szerelmesek románca                                                          | Tanya                                                  | Jelena Korenyeva        | 1976        |
| 1975 | A genovai Fiesco összeesküvése (1. magyar szinkron)                          | Leonore                                                | Christine Buchegger     | 1977        |
| 1975 | Az anyai szeretet                                                            | Paula Gonzales                                         | Candace Glendenning     | 1978        |
| 1975 | Derszu Uzala                                                                 | Anna, Arszenyev felesége                               | Szvetlana Danyilcsenko  | 1977        |
| 1975 | Napsugár fiúk (1. magyar szinkron)                                           | Helen Clark                                            | Jennifer Lee Pryor      | 1977        |
| 1976 | Az elnök emberei (1. magyar szinkron)                                        | Könyvelőnő                                             | Jane Alexander          | 1984        |
| 1976 | Az űrből jött lovag                                                          | N/A                                                    | N/A                     | 1979        |
| 1976 | Csillagkőudvar – bármi áron                                                  | N/A                                                    | N/A                     | 1979        |
| 1976 | Mondd, hogy mindent megteszel értem!                                         | Mary Mancini                                           | Pamela Villoresi        | 1980        |
| 1976 | Nebáncsvirág                                                                 | Denise de Flavigny                                     | Ija Nyinyidze           | 1979        |
| 1976 | Oszlopos Simeon                                                              | Zsuzsi                                                 | Pola Raksa              | 1976        |
| 1976 | Tótágas                                                                      | A bohóc                                                | Alekszandr Szorokoletov | 1976        |
| 1976 | Tükörképek                                                                   | Novák Erzsébet                                         | Jana Plichtová          | 1976        |
| 1977 | Az együttélés viszontagságai                                                 | Liza                                                   | Marina Gyuzseva         | 1981        |
| 1977 | Férfias idők                                                                 | Jelica                                                 | Mariana Dimitrova       | 1979        |
| 1977 | Menj a mamához, a papa dolgozik                                              | Agnès Lucas                                            | Marlène Jobert          | 1985        |
| 1977 | Mimino                                                                       | N/A                                                    | N/A                     | 1978        |
| 1978 | Ahogy tetszik                                                                | Rosalinda                                              | Helen Mirren            | 1980        |
| 1978 | Érzéstelenítés nélkül                                                        | Agata                                                  | Krystyna Janda          | 1980        |
| 1978 | Földi űrutazás (1. magyar szinkron)                                          | Kay Brubaker                                           | Brenda Vaccaro          | 1980        |
| 1978 | Oliver története                                                             | Marcie Bonwit                                          | Candice Bergen          | 1991        |
| 1978 | Robert és Robert (1. magyar szinkron)                                        | Agathe                                                 | Macha Méril             | 1980        |
| 1979 | Jézus élete                                                                  | N/A                                                    | N/A                     | 1985        |
| 1979 | Korlát                                                                       | Dorotea                                                | Vanya Cvetkova          | 1981        |
| 1979 | Második fejezet                                                              | Jennie MacLaine                                        | Marsha Mason            | 1986        |
| 1979 | Szeget szeggel                                                               | Isabella                                               | Kate Nelligan           | 1980        |
| 1979 | Vérvonal                                                                     | Elizabeth Roffe                                        | Audrey Hepburn          | 1998        |
| 1979 | VIII. Henrik                                                                 | Anne Bullen                                            | Barbara Kellerman       | 1980        |
| 1980 | Az elnök elrablása                                                           | N/A                                                    | N/A                     | 1982        |
| 1980 | Az utolsó metró                                                              | Marion Steiner                                         | Catherine Deneuve       | 1982        |
| 1980 | Hárman a slamasztikában (1. magyar szinkron)                                 | Glenda Gardenia Parks                                  | Goldie Hawn             | 1981        |
| 1980 | Nárcisz és Psyché                                                            | Lónyay Erzsébet / Psyché                               | Patricia Adriani        | 1980        |
| 1980 | Örökség                                                                      | Irène                                                  | Isabelle Huppert        | 1980        |
| 1981 | A vasember                                                                   | Agnieszka                                              | Krystyna Janda          | 1990        |
| 1981 | Az élet joga                                                                 | Kay Clements                                           | Susan Clark             | 1992        |
| 1981 | Mephisto                                                                     | Barbara Bruckner                                       | Krystyna Janda          | 1981        |
| 1981 | Szökés a halál elől (2. magyar szinkron)                                     | Florence Nath                                          | Annie Girardot          | 2002        |
| 1982 | A piszkos ügy (1. magyar szinkron)                                           | Crystal Ling                                           | Lydia Lei               | 1985        |
| 1982 | Aranyoskám                                                                   | Julie Nichols                                          | Jessica Lange           | 1984        |
| 1982 | Tudom, hogy tudod, hogy tudom                                                | Elena Vitali                                           | Micaela Pignatelli      | 1985        |
| 1983 | A nőstényfarkas kísértete                                                    | Maryna Wosinska / Julia grófnő                         | Iwona Bielska           | 1984        |
| 1983 | Legenda Olga hercegnőről                                                     | Olga hercegnő                                          | Ljudmila Jefimenko      | 1985        |
| 1983 | Rejtély az Antillákon (1. magyar szinkron)                                   | Molly Kendall                                          | Season Hubley           | 1985        |
| 1983 | Végre vasárnap!                                                              | Barbara Becker                                         | Fanny Ardant            | 1984        |
| 1984 | Bonyodalmak egy bundás nő körül                                              | Dee Rogers                                             | Penny Downie            | 1989        |
| 1984 | Emlékek, emlékek                                                             | Nadja                                                  | Marlène Jobert          | 1999        |
| 1984 | Halálos szerelem (1. magyar szinkron)                                        | Elisabeth Sutter                                       | Sabine Azéma            | 1986        |
| 1984 | Őstehetség                                                                   | Iris Gaines                                            | Glenn Close             | 1993        |
| 1984 | Sok hűhó semmiért                                                            | Beatrice                                               | Cherie Lunghi           | 1987        |
| 1985 | Egy boldoggá tett férfi                                                      | Laura                                                  | Éva Darlan              | 1990        |
| 1985 | Eleni                                                                        | Eleni                                                  | Kate Nelligan           | 1991        |
| 1985 | Menekülő szerelmesek (1. magyar szinkron)                                    | Diana Rockland                                         | Stephanie Zimbalist     | 1988        |
| 1985 | Nőstényfarkasok                                                              | Helene                                                 | Cherie Lunghi           | 1988        |
| 1985 | Szerelem és cselszövés                                                       | Betsy Bigley                                           | Jennifer Dale           | 1994        |
| 1985 | Vörös Szonja (1. magyar szinkron)                                            | N/A                                                    | N/A                     | 1992        |
| 1986 | Átjáró élet és halál között                                                  | Catherine Diaz                                         | Christine Boisson       | 1988        |
| 1986 | Bűnös szívek                                                                 | Lennora Josephine „Lenny” Magrath                      | Diane Keaton            | 1991        |
| 1986 | Egyszemélyes duett                                                           | Stephanie Anderson                                     | Julie Andrews           | 2002        |
| 1986 | Flambírozott szívek                                                          | Henriette „Henry”                                      | Kirsten Lehfeldt        | 1991        |
| 1986 | Hannah és nővérei                                                            | Hannah                                                 | Mia Farrow              | 1987        |
| 1986 | Jóccakát, anya!                                                              | Jessie Cates                                           | Sissy Spacek            | 1994        |
| 1986 | Psycho 3.                                                                    | Tracy Venable                                          | Roberta Maxwell         | 1998        |
| 1986 | Trükkös halál (1. magyar szinkron)                                           | Ellen                                                  | Diane Venora            | 1987        |
| 1987 | Az aranyifjú                                                                 | Mrs. Pidlington                                        | Britt Ekland            | 1987        |
| 1987 | Az eastwicki boszorkányok                                                    | Felicia Alden                                          | Veronica Cartwright     | 1989        |
| 1987 | Bernarda Alba háza                                                           | Martirio                                               | Vicky Peña              | 1991        |
| 1987 | Elfelejtett dallam fuvolára                                                  | N/A                                                    | N/A                     | 1988        |
| 1987 | La Bamba                                                                     | Connie Valenzuela                                      | Rosanna DeSoto          | 1992        |
| 1987 | Nőtől nőig                                                                   | Stella                                                 | Susanne Uhlen           | 1989        |
| 1987 | Végzetes vonzerő                                                             | Alex Forrest                                           | Glenn Close             | 1989        |
| 1987 | Zavarodott felügyelő                                                         | Amanda Weber                                           | Catherine Deneuve       | 1993        |
| 1988 | A barátnő                                                                    | Maria                                                  | Liv Ullmann             | 1993        |
| 1988 | Meghalni a szerelemért (2. magyar szinkron)                                  | Mrs. Narracombe                                        | Susannah York           | 1998        |
| 1988 | Sátánkeringő Bécsben                                                         | Hannah Dournenvald                                     | Jane Alexander          | 1993        |
| 1989 | Az élet nélküle                                                              | Diane Pappas                                           | Joanna Kerns            | 1991        |
| 1989 | Bernadette                                                                   | N/A                                                    | N/A                     | 2007        |
| 1989 | Frau Berta Garlan                                                            | Berta Garlan                                           | Birgit Doll             | 1991        |
| 1989 | Nőstényördög (1. magyar szinkron)                                            | Mary Fisher                                            | Meryl Streep            | 1991        |
| 1989 | Szorul a hurok (1. magyar szinkron)                                          | Christine Starkey                                      | Susan Sarandon          | 1990        |
| 1990 | Dallas – XIV22. rész: A talány                                               | Valene Clements                                        | Joan Van Ark            | 1997        |
| 1990 | Feleség kerestetik                                                           | Sarah Wheaton                                          | Glenn Close             | 1995        |
| 1991 | A nagy átvágás                                                               | Betsy Bigley / Mrs. Chadwick / Madame Maisie de Laylie | Jennifer Dale           | 1994        |
| 1991 | Hook                                                                         | Moira Banning                                          | Caroline Goodall        | 1992        |
| 1991 | Hullámok hercege                                                             | Susan Lowenstein                                       | Barbra Streisand        | 1992        |
| 1992 | Az éjszaka és a város                                                        | Helen Nasseros                                         | Jessica Lange           | 1995        |
| 1992 | Jól áll neki a halál                                                         | Madeline Ashton                                        | Meryl Streep            | 1992        |
| 1992 | Rikkancsok (2. magyar szinkron)                                              | Medda Larkson                                          | Ann-Margret             | 1996        |
| 1992 | Szellem a házban                                                             | Margaret Schlegel                                      | Emma Thompson           | 1993        |
| 1993 | Audrey Hepburn emlékezete (hangalámondás)                                    | Audrey Hepburn                                         | Audrey Hepburn          | 1997        |
| 1993 | Balkán! Balkán!                                                              | N/A                                                    | N/A                     | 1994        |
| 1993 | Ernest kereket old                                                           | Nan Dinnye                                             | Linda Kash              | 1995        |
| 1993 | Mindhalálig Swing                                                            | Frau Müller                                            | Barbara Hershey         | 1994        |
| 1993 | Otthon, édes…                                                                | Mary Parker                                            | Anne Archer             | 1998        |
| 1994 | A tó hercegnője                                                              | Ördög                                                  | Yvetta Blanarovičová    | 2000        |
| 1995 | Gulliver utazásai (első-két magyar szinkron)                                 | Mary Gulliver                                          | Mary Steenburgen        | 1996        |
| 1995 | Gulliver utazásai (első-két magyar szinkron)                                 | Mary Gulliver                                          | Mary Steenburgen        | 1997        |
| 1995 | Ments meg, Uram! (1. magyar szinkron)                                        | Helen Prejean nővér                                    | Susan Sarandon          |             |
| 1995 | Rob Roy                                                                      | Mary MacGregor                                         | Jessica Lange           | 1995        |
| 1995 | Szédült hétvége (1. magyar szinkron)                                         | Gladys néni                                            | Geraldine Chaplin       | 1996        |
| 1996 | Hidegvérrel (2. magyar szinkron)                                             | N/A                                                    | N/A                     | 2000        |
| 1996 | Moll Flanders                                                                | Mrs. Allworthy                                         | Stockard Channing       | 1997        |
| 1996 | Nem vagyunk már ugyanazok                                                    | Lena                                                   | Blythe Danner           | 1998        |
| 1996 | Támad a Mars!                                                                | Marsha Dale, First Lady                                | Glenn Close             | 1997        |
| 1997 | Az elnök különgépe                                                           | Kathryn Bennett alelnökasszony                         | Glenn Close             | 1998        |
| 1997 | Jackie O őrült szenvedélye                                                   | Mrs. Pascal                                            | Geneviève Bujold        | 1998        |
| 1998 | A vér szava                                                                  | Martha Baring                                          | Jessica Lange           | 1998        |
| 1998 | Betti néni                                                                   | Betti néni                                             | Jessica Lange           | 1998        |
| 1998 | Édesek és mostohák                                                           | Jackie Harrison                                        | Susan Sarandon          | 1999        |
| 1999 | A megtalált idő                                                              | Odette de Crecy                                        | Catherine Deneuve       | 2008        |
| 1999 | Kelet-nyugat                                                                 | N/A                                                    | N/A                     | 2000        |
| 1999 | Nagymamák akcióban                                                           | Anne                                                   | Fanny Ardant            | 2002        |
| 2000 | Agatha Christie: Poirot – VIII/1. rész: Nyaraló gyilkosok                    | Miss Lemon                                             | Pauline Moran           | 2004        |
| 2000 | Gyorsbüfék, gyors nők                                                        | Emily                                                  | Louise Lasser           | 2002        |
| 2001 | A muskétás                                                                   | A királyné                                             | Catherine Deneuve       | 2003        |
| 2001 | Birtokviszony                                                                | Esther Gold                                            | Glenn Close             | 2003        |
| 2001 | Félrelépősdi                                                                 | N/A                                                    | N/A                     | 2002        |
| 2001 | Feltámadás                                                                   | Agrafena                                               | Eva Christian           | 2005        |
| 2001 | Hüvelyk Matyi                                                                | N/A                                                    | N/A                     | 2002        |
| 2003 | A Dűne gyermekei                                                             | Wensicia Corrino hercegnő                              | Susan Sarandon          | 2003        |
| 2003 | Good bye, Lenin!                                                             | Anya                                                   | Katrin Sass             | 2004        |
| 2003 | Meghasonlás                                                                  | Irma Applewood                                         | Jessica Lange           | 2005        |
| 2004 | Én, Pán Péter                                                                | Mrs. Emma du Maurier                                   | Julie Christie          | 2005        |
| 2004 | Stepfordi feleségek                                                          | Claire Wellington                                      | Glenn Close             | 2005        |
| 2004 | Vágott verzió                                                                | Thelma                                                 | Mimi Kuzyk              | 2005        |
| 2005 | Agatha Christie: Poirot – X/4. rész: Zátonyok közt                           | Frances Cloade                                         | Penny Downie            | 2006        |
| 2005 | Egy gésa emlékiratai                                                         | Narrátor (hang)                                        | Hosi Sizuko             | 2006        |
| 2005 | Kívül tágasabb                                                               | Doreen                                                 | Jessica Lange           | 2006        |
| 2006 | Bernard és Doris                                                             | Doris Duke                                             | Susan Sarandon          | 2008        |
| 2007 | Bűbáj                                                                        | Narissa királynő (hang is)                             | Susan Sarandon          | 2007        |
| 2007 | Érzelmi számtan                                                              | Melanie Lansing Winters                                | Susan Sarandon          | 2008        |
| 2007 | Este                                                                         | Ann Lord                                               | Vanessa Redgrave        | 2008        |
| 2007 | Sybil                                                                        | Dr. Cornelia Wilbur                                    | Jessica Lange           | 2007        |
| 2008 | Narnia Krónikái: Caspian herceg                                              | N/A                                                    | N/A                     | 2008        |
| 2009 | A bűn serege                                                                 | Madame Elek                                            | Ariane Ascaride         | 2012        |
| 2009 | Két nő – egy ház                                                             | Big Edie                                               | Jessica Lange           | 2010        |
| 2010 | A varázslótanonc                                                             | Morgana le Fay                                         | Alice Krige             | 2010        |
| 2012 | Fogadom                                                                      | Rita Thornton                                          | Jessica Lange           | 2012        |
| 2014 | Az örök harcos                                                               | Rose                                                   | Sheila McCarthy         | 2014        |
| 2017 | A férfi mögött                                                               | Joan Castleman                                         | Glenn Close             | 2019        |
| 2017 | Én és a mostohám                                                             | Béatrice Sobolevski                                    | Catherine Deneuve       | 2017        |
| 2019 | Downton Abbey                                                                | Mária királyné                                         | Geraldine James         | 2019        |
| 2019 | Szótlan szív                                                                 | Lily                                                   | Susan Sarandon          | 2021        |
| 2020 | Vidéki ballada az amerikai álomról                                           | Mamó                                                   | Glenn Close             | 2020        |
| 2023 | Talán igent mondok (1. magyar szinkron)                                      | Monica                                                 | Susan Sarandon          | 2023        |

### Sorozatok
| Év        | Cím                                                 | Szereplő                     | Színész             | Szinkron év |
| --------- | --------------------------------------------------- | ---------------------------- | ------------------- | ----------- |
| 1967      | Lagardère lovag kalandjai 1-6. (1. magyar szinkron) | Flor de La Cruz              | Josée Steiner       | 1977        |
| 1971      | Apák és fiúk                                        | Fenichka                     | Lyndel Rowe         | 1975        |
| 1971      | Leonardo da Vinci élete 1-5.                        | ?                            | ?                   | 1973        |
| 1972      | Mogador lakói                                       | Isabelle Vernet              | Iris Berben         | 1978        |
| 1972      | Parasztok                                           | Hanka Borynowa               | Krystyna Królówna   | 1974        |
| 1977      | Golgota                                             | Dasa Bulavina                | Irina Alfjorova     | 1977        |
| 1977      | Nem kell mindig kaviár                              | Mimi                         | Andrea Rau          | 1981        |
| 1977-1981 | Kórház a város szélén                               | Ina „Inka” nővér             | Andrea Cunderlíková | 1982-1983   |
| 1978-1981 | Dallas II-V.                                        | Valene Ewing                 | Joan Van Ark        | 1990-1992   |
| 1982      | Jenny                                               | Cesca                        | Katja Medbøe        | 1985        |
| 1984      | A korona ékköve                                     | Sarah Layton                 | Geraldine James     | 1989        |
| 1988-1990 | Agatha Christie: Poirot I-III.                      | Miss Lemon                   | Pauline Moran       | 1996-1997   |
| 1989      | A nagy titok 1-6.                                   | Jeanne Corbet                | Louise Marleau      | 1991        |
| 1995      | Szabadlábon 1-6.                                    | Connie Stephens              | Zoe Heyes           | 1998        |
| 1996      | A Kennedy űrközpont jelentkezik                     | NASA Chief PAO Andrea Miller | Katie Mitchell      | 1997        |
| 1997      | A tavak I.                                          | Bernie Quinlan               | Mary Jo Randle      | 2000        |
| 1997-1999 | Lassie                                              | Dr. Karen Cabot              | Susan Almgren       | 2006-2007   |
| 2017-2018 | Isztambuli menyasszony II-III.                      | Esma Boran                   | İpek Bilgin         | 2021        |
| 2019-2021 | A végzet fogságában                                 | Sakine                       | Zuhal Gencer        | 2022-       |

### Rajzfilmek
| Év   | Cím                                                             | Szereplő                            | Szinkronhang          | Szinkron év |
| ---- | --------------------------------------------------------------- | ----------------------------------- | --------------------- | ----------- |
| 1967 | A dzsungel könyve                                               | Shanti, a kislány                   | Darleen Carr          | 1979        |
| 1969 | Csizmás Kandúr                                                  | Rózsa hercegnő                      | Szakakibara Rumi      | 1976        |
| 1973 | A mesék birodalmában                                            | Pepita                              | Matilde F. Vilariño   | 1977        |
| 1975 | Hugó, a víziló                                                  | Előadó                              | N/A                   | 1975        |
| 1977 | Dot és a kenguru (1. magyar szinkron)                           | Barázdabillegető Vili               | Ross Higgins          | 1980        |
| 1977 | Lolka és Bolka a Föld körül (1. magyar szinkron)                | Lolka                               | Danuta Mancewicz      | 1978        |
| 1979 | A király és a madár                                             | Pásztorlány                         | Agnès Viala           | 1983        |
| 1979 | A Mosoly-rend lovagja                                           | Lolka                               | Danuta Mancewicz      | 1980        |
| 1979 | Don Quijote de la Mancha (rajzfilmsorozat) (1. magyar szinkron) | Végefőcím dal                       | Mercedes Valimaña     | 1984        |
| 1981 | A kis egyszarvú                                                 | Unico                               | Miva Kacue            | 1985        |
| 1983 | A hercegnő és a robot                                           | Mimi hercegnő                       | Flora Maria Fernandes | 1987        |
| 1983 | Ico, a bátor lovacska                                           | Csodaszép (ének) (+ Simorjay Emese) | Diana García Ferré    | 1986        |
| 1984 | Kásás köcsög                                                    | Szőke kukta                         | N/A                   | 1989        |
| 1986 | Lolka és Bolka a vadnyugaton                                    | Lolka                               | Danuta Przesmycka     | 1990        |
| 1995 | A pingvin és a csodakavics                                      | Narrátor                            | Shani Wallis          | 2000        |
| 1995 | Pocahontas                                                      | Fűzanyó (ének) (+ Tábori Nóra)      | Linda Hunt            | 1995        |
| 1996 | Robinson család                                                 | Elizabeth                           | N/A                   | 1998        |
| 1998 | Az oroszlánkirály 2. – Simba büszkesége                         | Zira                                | Suzanne Pleshette     | 1999        |

### Bábfilm
| Év        | Cím                                          | Szereplő | Szinkronhang   | Szinkron év |
| --------- | -------------------------------------------- | -------- | -------------- | ----------- |
| 1997-1998 | A játékpolc I-II. (első-két magyar szinkron) | Narrátor | Susan Sheridan | 1998        |
| 1997-1998 | A játékpolc I-II. (első-két magyar szinkron) | Narrátor | Susan Sheridan | 2001        |
| 1999-2000 | A játékpolc III-IV.                          | Narrátor | Susan Sheridan | 2002        |

## Hangjáték
- Berza László: Reguly Antal (1974)
- Pedro Calderon de la Barca: Az élet álom (1977)
- Radnóti László: Halálfúga (1977)
- Vámos Miklós: Mikulásvirág (1977)
- Liives, Ardi: A Maud királyné-föld (1978)
- Emile Zola: Mouret abbé vétke (1978)
- Victor Hugo: Nyomorultak (1978)
- Görgey Gábor: Hosszú telefon (1979)
- Schwajda György: Hajnali négykor (1979)
- Ördögh Szilveszter: Kapuk Thébában (1980)
- Bohumil Hrabal: Sörgyári capriccio (1981)
- Lev Tolsztoj: A sötétség hatalma (1981)
- Schnabel, Ernst: Anna Frank nyomában (1984)
- Asperján György: Ha visszamegyek, várlak (1985)
- Anna Seghers: Jeanne d'Arc pöre Rouenban 1431-ben (1988)
- Bulgakov, Mihail: Morfium (1988)
- Illyés Gyula: Kiegyezés (1988)
- Márton László: Az istennő fia (1988)
- Turczi István: Neander kávéház (1989)
- Marsall László: Kluzsinszky és Bohus bolyongása a lépcsőházban (1991)
- Ruitner Sándor: Lacrimosa (1991)
- Albert Camus: Félreértés (1992)
- Nemes Nagy Ágnes: Amerikai napló (1993)
- Szini Gyula: A csodák... (1994)
- Mészöly Miklós: Karácsony (1995)
- Horváth Péter: Cipők (1998)
- Hubay Miklós: Búcsú a csodáktól (1998)
- Shakespeare: A windsori víg nők (Page-né)
- Kosztolányi Dezső-Csáth Géza: Az a boldogító (?) zene
- Vörösmarty Mihály: Az elbúsult diák (2000)
- Benkő Attila: Téli esték (2002)
- Zalán Tibor: Kaland a nagy családerdőben (2002)
- Peter Klein: Anya (2006)
- Életünk, halálunk / Vathy Zsuzsa és Lázár Ervin naplójegyzetei (2011)
- Kondor Vilmos: Budapest noir (2013)
- Bors néni: (1980) (Lackó)

## CD, hangoskönyv
- Kosztolányi Dezső: Édes Anna
- Jókai Mór: Az arany ember
- Szabó Magda: Az ajtó
- Szabó Magda: A Danaida
- Bálint Ágnes: Mi újság a Futrinka utcában ?
- Márai Sándor: Harminc ezüstpénz
- Márai Sándor: Judit... és az utóhang (2015)[39]

## Díjak
- Varsányi Irén-emlékgyűrű (1975)
- Jászai Mari-díj (1977)
- Ajtay Andor-emlékdíj (1978, 1986, 1995, 1999, 2003, 2007, 2008, 2019)[40]
- Érdemes művész (1990)
- Őze Lajos-díj (1991)
- A Magyar Köztársasági Érdemrend kiskeresztje (1996)
- Ruttkai Éva-emlékdíj (1996)
- Roboz Imre-díj (2004, 2016)
- Kossuth-díj (2008)
- Páger Antal-színészdíj (2012)
- Bilicsi-díj (2012)
- Örökös tag a Halhatatlanok Társulatában (2013)
- Prima díj (2016)
- Harsányi Zsolt-emlékdíj (2022)[41]